# Cloacadieren
Cloacadieren, snaveldieren of monotremen (Monotremata) vormen een orde van eierleggende zoogdieren die voorkomen in Australië, Tasmanië en Nieuw-Guinea. Ze behoren tot de onderklasse Australosphenida. Doordat ze kenmerken bezitten die eerder aan reptielen dan aan zoogdieren worden toegeschreven, als het leggen van eieren en de cloaca, worden de cloacadieren soms beschouwd als primitieve zoogdieren. Tot de cloacadieren behoren het vogelbekdier, de vier soorten mierenegels en verwante uitgestorven soorten.

## Kenmerken
Het zijn de enige levende zoogdiersoorten die eieren leggen. De eieren zijn zacht, leerachtig en rijk aan dooier. Zij komen na een dag of tien uit. Cloacadieren hebben tevens melkklieren en voeden hun jongen met melk, maar anders dan andere zoogdieren hebben cloacadieren melkvelden in plaats van tepels. De melk stroomt uit de melkklieren direct op de huid van het moederdier, waar de jongen het oplikken. Ze hebben naast de melkklieren ook andere kenmerken met alle andere zoogdieren gemeen: ze zijn warmbloedig en hebben een vacht, een onderkaak die uit één bot bestaat en de drie gehoorbeentjes (hamer, aambeeld en stijgbeugel). 
Cloacadieren hebben korte poten, een kleine kop en zeer kleine oogjes. De snuit is rijk aan tastorganen en elektroreceptoren waarmee ze voedsel opsporen. Cloacadieren zijn samen met de dolfijn Sotalia guianensis de enige zoogdieren die in staat zijn tot elektroreceptie, het waarnemen van elektrische golven. Dit is vooral bij het vogelbekdier goed ontwikkeld. Dit dier heeft 40.000 elektroreceptoren in zijn snavel, waarmee hij onder water zijn prooi kan vinden. Bij mierenegels is het veel zwakker ontwikkeld. Zij kunnen wel elektrische golven waarnemen in vochtige aarde, en helpt mogelijk bij het zoeken van ondergrondse prooi na een regenbui. Mierenegels en volwassen vogelbekdieren hebben geen tanden. Alleen jonge vogelbekdieren en fossiele soorten hebben kiezen.
Het urinewegstelsel (bestaande uit twee urineleiders), maag-darmstelsel en voortplantingsstelsel (twee eileiders bij de vrouwtjes) monden uit in één opening, de cloaca. De cloaca komt over het algemeen niet voor bij zoogdieren (inclusief buideldieren), waarbij de openingen gescheiden zijn, maar wordt wel aangetroffen bij andere gewervelde dieren, zoals vogels en reptielen. Aan deze cloaca danken de dieren ook hun wetenschappelijke naam: Monotremata betekent letterlijk wezens met één (monos) gat (trema).
Net als bijvoorbeeld buideldieren en reptielen bezitten cloacadieren geen corpus callosum, de structuur die bij placentale zoogdieren de twee hersenhelften verbindt. Ook het skelet is afwijkend: zo bevat de schoudergordel botten als het os coracoides en de interclavicula die niet bij andere zoogdieren worden aangetroffen, maar wel bij reptielen en de overige viervoeters. Ook hun gang is meer reptielachtig, met de poten aan de zijkant van het lichaam in plaats van eronder.
Samen met enkele soorten spitsmuizen, loriachtigen en de solenodons, die giftige speekselklieren hebben, zijn de cloacadieren de enige giftige zoogdieren. Het vogelbekdiermannetje heeft een giftige spoor op zijn enkel. Het gif uit deze spoor kan pijn veroorzaken bij mensen en een hond doden. Een jong vrouwtje bezit eveneens een spoor, maar deze is gereduceerd. De spoor wordt maximaal een halve centimeter lang en valt af als zij 8 tot 10 maanden oud is. Bij mannetjesmierenegels is de spoor eveneens aanwezig, maar gedegenereerd en dus niet functioneel.
Anders dan andere zoogdieren hebben cloacadieren tien geslachtschromosomen. Het X-chromosoom lijkt op het geslachtschromosoom van vogels.
Cloacadieren hebben een lagere lichaamstemperatuur dan andere zoogdieren: rond 32°C. Alhoewel altijd werd gedacht dat zij een slecht ontwikkelde thermoregulatie hadden, blijken zij deze temperatuur goed vast te kunnen houden. Van de mierenegel is bekend dat hij zijn thermoregulatie bij koud weer kan uitschakelen om energie te besparen.

## Leefwijze

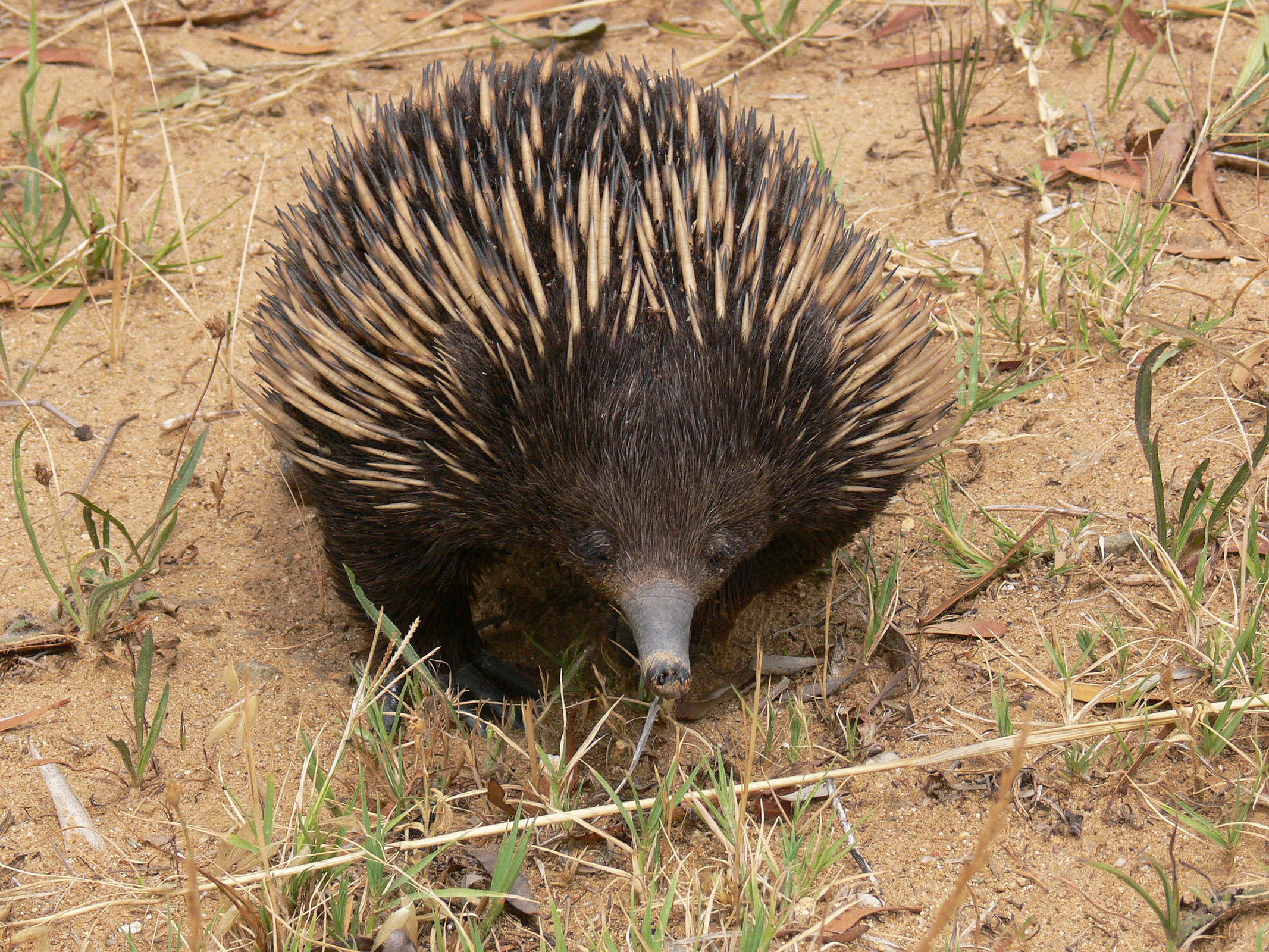
Mierenegel (Tachyglossus aculeatus)

Cloacadieren leven voornamelijk van ongewervelde dieren. Het zijn gespecialiseerde jagers: het aquatische vogelbekdier is gespecialiseerd in waterinsecten en schaaldieren, terwijl de mierenegels op het land jagen. De mierenegel leeft voornamelijk van mieren en termieten, de vachtegels van regenwormen.
Cloacadieren leven lang: een mierenegel in de dierentuin van Philadelphia is 49 jaar oud geworden.

## Evolutie
Volgens de theria-hypothese splitsten de cloacadieren zich als eerste af van de andere zoogdieren. De buideldieren en placentale zoogdieren zijn volgens deze hypothese nauwer aan elkaar verwant dan aan de cloacadieren. Dit verklaart hoe de cloacadieren reptielachtige kenmerken als de cloaca en het eieren leggen konden behouden. Genetisch en morfologisch onderzoek ondersteunt deze hypothese. Een alternatieve hypothese stelt dat de buidel- en cloacadieren nauwer aan elkaar verwant zijn dan aan de placentale zoogdieren, wat blijkt uit het feit dat het wisselen van de tanden in beide groepen op vergelijkbare wijze verloopt. Vooralsnog zijn er meer bewijzen gevonden voor de theria-hypothese en wordt deze dan ook meer geaccepteerd.
Fossielen van cloacadieren zijn erg schaars en vrijwel allemaal afkomstig uit Australië, met uitzondering van twee soorten uit Argentinië, Patagorhynchus (Krijt) en Monotrematum (Paleoceen). Tot halverwege de jaren 1970 was het oudst bekende cloacadier slechts vijf miljoen jaar: de grote mierenegel Megalibgwilia (tegenwoordig ingedeeld bij de vachtegels, Zaglossus), al in 1884 beschreven door de Engelse bioloog Richard Owen. Voor wetenschappers was dit een frustrerende bevinding, aangezien de cloacadieren als primitiefste groep van de moderne zoogdieren werden beschouwd. Met het vogelbekdier Obdurodon werd in 1975 een cloacadier uit het Laat-Oligoceen beschreven. Obdurodon leek qua uiterlijk veel op het hedendaagse vogelbekdier, maar de volwassene bezat ontwikkelde, functionele tanden. In de jaren 1980 en jaren 1990 werden uiteindelijk fossielen gevonden van Steropodon galmani, een soort uit het Onder-Krijt van Australië, ongeveer 120 miljoen jaar geleden. Deze fossiele snaveldieren verschillen weinig van de hedendaagse soorten. Mogelijk hebben de cloacadieren zich al in het Trias afgesplitst van de andere zoogdieren, zo'n 210 miljoen jaar geleden.
Onduidelijk is wanneer de splitsing tussen de vogelbekdieren en de mierenegels heeft plaatsgevonden. Schattingen worden gedaan tussen de 17 en 89 miljoen jaar geleden. Al deze schattingen zijn recenter dan het oudst bekende vogelbekdierfossiel, wat suggereert dat de mierenegels een vogelbekdierachtige voorouder hadden.

## Taxonomie
Traditioneel worden de cloacadieren in één orde ingedeeld, Monotremata. Recentelijk zijn er voorstellen gedaan om de orde in twee ordes te splitsen, Platypoda, voor het vogelbekdier en fossiele verwanten, en Tachyglossa, met de mierenegels. Monotremata werd weer ingedeeld in de onderklasse Prototheria, die verder alleen uit fossiele ordes bestond. Tegenwoordig wordt deze onderklasse parafyletisch beschouwd, een verzamelbak van primitieve ordes die niet nauw aan elkaar verwant zijn. Het is tegenwoordig gebruikelijker om de cloacadieren met enkele fossiele soorten in een nieuwe onderklasse in te delen, Australosphenida.
De orde omvat twee families, met nog vijf levende soorten in drie geslachten.
- Orde: Monotremata (Cloacadieren, snaveldieren, eierleggende zoogdieren of monotremen) (5 soorten)
  -     - 
      -  Geslacht: Kryoryctes †
        -  Soort: Kryoryctes cadburyi †

    - Familie: Teinolophidae †
      -  Geslacht: Teinolophos † (Krijt van Australië)
        -  Soort: Teinolophos trusleri †

      -  Geslacht: Stirtodon †
        -  Soort: Stirtodon elizabethae †

    - Familie: Kollikodontidae †
      - Geslacht: Kollikodon † (Krijt van Australië)
        -  Soort: Kollikodon ritchiei †

    - Familie: Steropodontidae †
      -  Geslacht: Parvopalus † (Krijt van Australië)
        -  Soort: Parvopalus clytiei †

      -  Geslacht: Steropodon † (Krijt van Australië)
        -  Soort: Steropodon galmani †

    - Familie: Opalionidae †
      -  Geslacht: Opalios † (Krijt van Australië)
        -  Soort: Opalios splendens †

  - Onderorde: Platypoda (Vogelbekdierachtigen) (1 soort)
    -  Familie: Ornithorhynchidae (Vogelbekdieren) (1 soort)
      - Geslacht: Dharragarra † (Krijt van Australië)
        -  Soort: Dharragarra aurora †

      - Geslacht: Monotrematum † (Paleoceen van Argentinië)
        -  Soort: Monotrematum sudamericanum †

      - Geslacht: Obdurodon † (Oligoceen en Mioceen van Australië)
        - Soort: Obdurodon dicksoni †
        - Soort: Obdurodon insignis †
        -  Soort: Obdurodon tharalkooschild †

      - Geslacht: Ornithorhynchus (1 soort)
        -  Soort: Ornithorhynchus anatinus (Vogelbekdier)

      - Geslacht: Patagorhynchus † (Krijt van Argentinië)
        -  Soort: Patagorhynchus pascuali †

  -  Onderorde: Tachyglossa (Mierenegels) (4 soorten)
    -  Familie: Tachyglossidae (Mierenegels) (4 soorten)
      - Geslacht: Tachyglossus (1 soort)
        -  Soort: Tachyglossus aculeatus (Mierenegel)

      -  Geslacht: Zaglossus (Vachtegels) (3 soorten)
        - Soort: Zaglossus attenboroughi
        - Soort: Zaglossus bartoni (Zwartharige vachtegel)
        - Soort: Zaglossus bruijni (Gewone vachtegel)
        - Soort: Zaglossus hacketti †
        - Soort: Zaglossus harrisoni †
        - Soort: Zaglossus owenii †
        - Soort: Zaglossus ramsayi †
        -  Soort: Zaglossus robustus †